# 센드 테이프 에코 에코 딜레이
센드 테이프 에코 에코 딜레이(Send tape echo echo delay, 보통 STEED로 줄여 부르며 싱글 테이프 에코 앤 에코 딜레이single tape echo and echo delay로 달리 호칭하기도 한다.)는 자기 테이프 소리 녹음에서 테이프 루프와 에코 챔버를 활용해 지연 효과를 내는 기술이다. 2006년 회고록 《히어, 데어, 앤 에브리웨어: 비틀즈 노래 녹음과 함께한 내 삶》(Here, There, and Everywhere: My Life Recording the Music of The Beatles)을 발간한 녹음 엔지니어 제프 에머릭은 책에서 효과의 작동원리를 "신만이 아실 것"이라고 서술했다.

## 역사

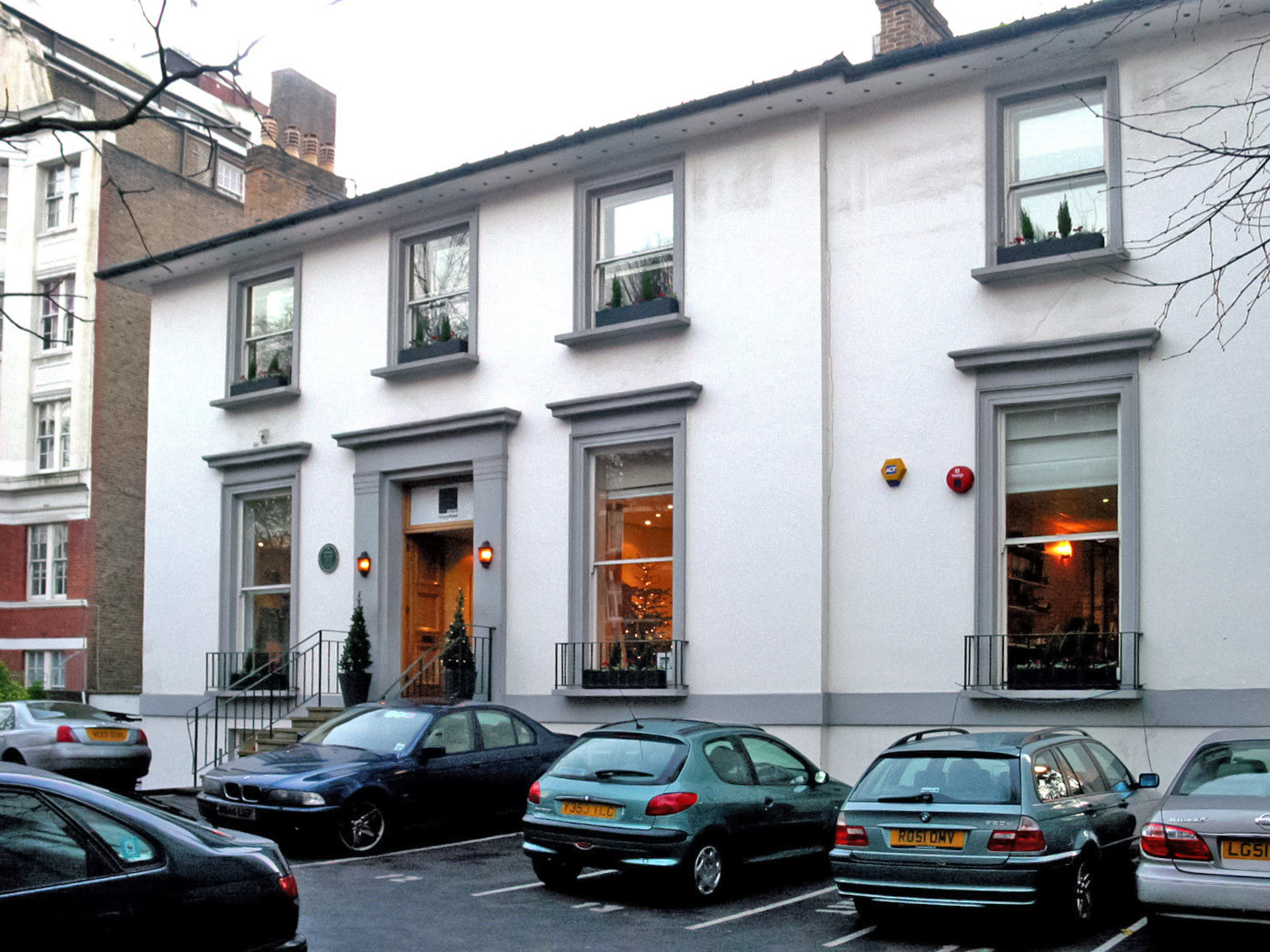
STEED는 상당수의 비틀즈 노래가 녹음된 애비 로드 스튜디오에서 개발되었다.

기술은 EMI/애비 로드 스튜디오에서 1950년대 말 EMI의 엔지니어 그윈 스톡에 의해 개발되었다. 테이프 머신을 사용해 스튜디오의 에코 챔버에 전송함으로써 녹음된 (마른) 신호를 지연하는 것이다. 마른 신호는 또한 테이프 머신의 리플레이 헤드를 경유해 전송할 수 있다. 결과로 나온 사운드를 두 대의 콘덴서 마이크로폰이 잡아낸다. 그러면 마이크로폰은 녹음 콘솔에 젖은 신호를 전송한다. 피드백 양을 다중 지연을 리버브 챔버로 전송함으로써 통제할 수 있다. 이 방식은 효과의 감쇠 시간을 증가시킬 수 있다.
동일한 기술이 1995년 《Anthology 1》의 제작에 사용되었다. 이때 JBL 스피커가 에코 챔버 내에서 소리를 재생하는 데 활용되었다.

## 용례
STEED의 기록적 용례라고 한다면 조지 해리슨이 리드 보컬로 참여한 〈Everybody's Trying to Be My Baby〉 (1964)를 들 수 있을 것이다. 마크 루이손은 효과를 두고 "어마어마한 양"으로 칭했으며, 해리슨의 보컬이 마치 깡통에서 울려퍼지는 느낌을 냈노라 묘사했다. 또한 일부 기악 백 트랙은 해리슨의 헤드폰에서 발생한 마이크로폰 스필 기술이 적용되었다고 기록했다. 비틀즈 노래에서 STEED의 다른 용례로는 보컬 연음이 존재하는 〈Paperback Writer〉 (1966), 폴 매카트니가 피아노를 연주하는 〈Birthday〉 (1968) 등이 있다. 〈Revolution 9〉 (1968)에 쓰였으며, 1995년 《Anthology 1》 트랙 믹싱 작업에 쓰였다.

## 같이 보기
- 오토매틱 더블 트래킹, EMI/애비 로드 스튜디오 소속 켄 타운센드가 고안한 기술

## 참고 문헌
- Babiuk, Andy (2002), 《Beatles Gear》, Milwaukee, WI: Backbeat, ISBN 0-87930-731-5
- Beatles Bible (2011), 《Everybody's Trying To Be My Baby》, The Beatles Bible, 2011년 4월 12일에 확인함
- Cunningham, Mark (1995), “The Story of The Beatles' Anthology Project”, 《Sound on Sound》 (Cambridge: SOS Publications), 2011년 4월 12일에 확인함
- Fontenot, Robert (2011), “Birthday: The History of This Classic Beatles Song”, 《About.com》 (New York, NY: The New York Times Company), 2016년 3월 4일에 원본 문서에서 보존된 문서, 2011년 4월 12일에 확인함
- Lewisohn, Mark (1989), 《The Beatles Recording Sessions》, New York, NY: Harmony, ISBN 0-517-57066-1
- Marryatt, Tony (2011), “Audio Engineering Tips of the Day”, 《Pacific Audio Visual Institute》 (Vancouver, BC: Vancouver Music and Film School), 2010년 9월 2일에 원본 문서에서 보존된 문서, 2011년 4월 12일에 확인함
- Mix (2006), “More from Geoff Emerick”, 《Mix Online》 (New York, NY: NewBay Media), 2012년 9월 18일에 원본 문서에서 보존된 문서, 2011년 4월 12일에 확인함
- Shepherd, John (2003), 《Continuum Encyclopedia of Popular Music of the World, Volume 1》, London: Continuum International Publishing Group, ISBN 0-8264-6321-5